# Бистришките баби
„Бистришките баби“ е самодейна група от певици на автентичен фолклор от софийското село Бистрица.
Създадена е през 1949 година като Ансамбъл „Бистрица“. Представя автентични песни от Шоплука. Поради своеобразното си полифонично пеене групата на „Бистришките баби“ става известна по света.
Групата на „Бистришките баби“ гостува многократно във Великобритания, Франция, Белгия, Италия, Германия, САЩ. През 1978 г. получават престижната Европейска награда за народно изкуство на фондация „Алфред Тьопфер“, Хамбург.
Бабите и техните внучки представят България и на „Европалия“ в Белгия през 2002 г. През 2005 г. „Бистришките баби“ са включени в Списъка на световното нематериално културно наследство на ЮНЕСКО под името „Бистришките баби: архаична полифония, танц и практики от региона на Шоплука“.